# Kurenai (dal)
A Kurenai (紅; „bíborvörös”) az X japán heavymetal-együttes harmadik kislemeze, mely 1989. szeptember 1-jén jelent meg a CBS/Sony kiadásában. A kislemez 5. helyezett volt az Oricon heti listáján és 39 hétig szerepelt rajta. 1990 márciusában aranylemez lett. A Music Station a Heiszei-kor „legerőteljesebb dalának” választotta.

## Háttere
A Kurenai először az együttes két, 1985-ben kiadott élő demólemezén (Live és Endless Dream) jelent meg. Az első verzióban a dalszöveg teljesen japán nyelvű, a később, 1988-ban kiadott Vanishing Vision albumon található verzió pedig teljesen angol nyelvű, valamint hide gitárfelvezetésével kezdődik. Az 1988 júniusában megjelent Rockin' f magazinhoz csatolt hajlékony lemezen kiadott verzió címe Kurenai (Original Japanese Version). Ez a változat Yoshiki zongorajátékával indul és a címével ellentétben nagyrészt angol nyelvű. Az 1989-es Blue Blood albumon hallható verzió szimfonikus zenekari betéttel kezdődik, amit gitárfelvezetés követ, nagyrészt japán nyelvű, csak az első versszak angol. Néhány hónappal később, a kislemezként megjelent verzió az albumverzióhoz hasonló, a szimfonikus felvezető azonban nem hallható rajta.
A Kurenai az X Japan egyik jellegzetes, szimfonikus elemeket power metallal keverő dala. Szinte minden koncerten előadják, gyakran vörös fényekkel kísérve, a dal utolsó harmadában pedig az együttes megáll, hogy a közönség énekelje a refrént. A kislemezen hallható verzióhoz is hozzátettek egy élőben felvett részt a közönséggel, a dal címe a borítón emiatt 紅 Kurenai + Your Voice. A B-oldalon a T. Rex együttes 20th Century Boy című dalának feldolgozása hallható, élőben. Az élő felvételek 1989. június 10-én készültek a Hibija Jagai Ongakudóban.

## Feldolgozások és egyéb megjelenések
A Kurenait a brazil Shaman powermetal-együttes is feldolgozta a 2010-es Origins albumuk japán kiadására. A Matenrou Opera a Crush! -90's V-Rock Best Hit Cover Songs- válogatáslemezre dolgozta fel a számot, a Show-Ya együttes pedig Glamorous Show ~ Japanese Legendary Rock Covers című lemezükre vette fel saját verzióját.
1993. november 21-én az SME Records X² (ダブルエックス; Daburu ekkuszu; Hepburn: Daburu Ekkusu; „Dupla X”) címmel rövidfilmet jelentetett meg az X című manga alapján, melynek zenei aláfestését az X Japan dalai adták: a Silent Jealousy, a Kurenai és az Endless Rain. Az X című dalhoz a manga alapján videóklipet is rendezett Rintaro animerendező.
A Kurenai a Taiko no tacudzsin (太鼓の達人) című ritmusjáték-sorozat több tagjában is választható dal.

## Számlista
| #  | Cím                                          | Szerző(k)  | Hossz |
| -- | -------------------------------------------- | ---------- | ----- |
| 1. | Kurenai (紅)                                 | Yoshiki    | 5:49  |
| 2. | 20th Century Boy (Live) (T. Rex-feldolgozás) | Marc Bolan | 2:54  |

## Közreműködők
- Toshi – vokál
- Pata – gitár
- hide – gitár
- Taiji – basszusgitár
- Yoshiki – dobok, zongora
- Fénykép: Kubo Kendzsi, Murakosi Gen

## Fordítás
Ez a szócikk részben vagy egészben  a   Kurenai (song) című angol Wikipédia-szócikk fordításán alapul.  Az eredeti cikk szerkesztőit annak laptörténete sorolja fel. Ez a jelzés csupán a megfogalmazás eredetét és a szerzői jogokat jelzi, nem szolgál a cikkben szereplő információk forrásmegjelöléseként.